# Different Dreams
Different Dreams — третий студийный альбом немецкого евродэнс-коллектива Masterboy, выпущенный в августе 1994 года. Один из наиболее успешных альбомов группы.

## Об альбоме
«Этот альбом посвящается всем диджеям, фанам и клаберам по всему миру, которые любят „Masterboy“.».
Оригинальный текст (англ.)This album is dedicated to all the DJ's, fans and clubbers all over the world who like "Masterboy".

Это второй альбом группы с постоянной вокалисткой — Трикси Дельгадо. Different Dreams занял 13-е место в чарте Германии и 7-е — в чартах Франции. Во Франции Different Dreams получил золотой статус продаж.
В поддержку альбома были выпущены синглы «I Got to Give It Up» (свыше 10 недель не покидавший Тор20 Германии и Швейцарии), «Feel the Heat of the Night» (8-я строчка в чартах Германии, 2-я — во Франции) и «Is This the Love». Во Франции на волне популярности Masterboy были изданы синглами «Different Dreams» и специальный «Megamix».

## Список композиций
Все тексты написаны Энрико Цаблером, Томми Шлее и KrauB.
| №                   | Название                                             | Музыка                  | Длительность |
| ------------------- | ---------------------------------------------------- | ----------------------- | ------------ |
| 1.                  | «Waterfall» (intro)                                  | Zabler, Schleh          | 3:00         |
| 2.                  | «Different Dreams»                                   | Zabler, Schleh, Obrecht | 6:25         |
| 3.                  | «I Got to Give It Up»                                | Zabler, Schleh, Obrecht | 6:01         |
| 4.                  | «Everybody Needs Somebody» (Higher and Higher remix) | Zabler, Schleh, Obrecht | 6:05         |
| 5.                  | «Is This the Love»                                   | Zabler, Schleh, Obrecht | 5:32         |
| 6.                  | «Masterboy Theme» (The Third)                        | Zabler, Schleh          | 5:57         |
| 7.                  | «And I Need You»                                     | Zabler, Schleh, Obrecht | 5:35         |
| 8.                  | «Feel the Heat of the Night»                         | Zabler, Schleh, Obrecht | 6:44         |
| 9.                  | «Do You Wanna Dance»                                 | Zabler, Schleh, KrauB   | 5:00         |
| 10.                 | «No Way Out» (Outro)                                 | Zabler, Schleh          | 3:04         |
| Общая длительность: | Общая длительность:                                  | Общая длительность:     | 53:23        |

| №   | Название                                 | Длительность |
| --- | ---------------------------------------- | ------------ |
| 11. | «I Got to Give It Up» (Guitana mix)      | 5:47         |
| 12. | «Feel the Heat of the Night» (Shark mix) | 5:48         |
| 13. | «Megamix» (Maxi version)                 | 7:30         |

«Megamix» является дополнительным бонусом в ряде изданий.

## Над альбомом работали
- Томми Шлее — рэп, аранжировки,
- Энрико Цаблер — аранжировки,
- Трикси Дельгадо — вокал,
- Рико Новарини — продюсирование, микширование, аранжировки, клавишные аранжировки;
- Джеф Барнс — продюсирование, микширование, аранжировки;
- Томас Энгелхард — микширование;
- J. Quincy Kramer — мастеринг;
- Уолтер Кремонини и Алессандро Гиларди — ремикширование (4)
- Ахим Соботта и «Masterboy Beat Production» — ремикширование (11)
- The Berman Brothers — ремикширование (12)

оформление:
- Goutte Grafik Design — графическое оформление;
- CON Grafik — буклет, продакшн;
- Фин Костелло — фотография[1]

## Дополнительные факты
- Композиция «Feel the Heat of the Night» впоследствии была дважды переиздана — в 2000 году под названием «Feel the Heat 2000» (для сборника Best Of, с вокалом Аннабелль Кей)[7] и в 2003 году под названием «Feel the Heat of the Night 2003» (с вокалом Трикси Дельгадо)[8].
- На концертах 2019 года «Feel the Heat of the Night» предварялась акустическим вариантом — Трикси аккомпанировала себе и Тони на укулеле[9].
- В 2021 году петербургский лейбл Maschina Records переиздал альбом ограниченным тиражом на двух CD и на цветном виниле[10][11].